# هواران (سياهو)
هواران (بالفارسية: هواران) هي قرية تقع في إيران في قسم سياهو الريفي. يقدر عدد سكانها بـ 0 نسمة بحسب إحصاء 2016.